# Andrilovec
Andrilovec falu Horvátországban Zágráb megyében. Közigazgatásilag Dugo Selóhoz tartozik.

## Fekvése
Zágrábtól 25 km-re, községközpontjától 4 km-re keletre fekszik.

## Története
A települést a 16. század elején a bozsjákói uradalom részeként "Jandrilowcz" néven említik először. Mai nevét egykori birtokosáról kapta. Az 1630-as egyházi vizitációban a dugo seloi Szent Márton plébániához tartozó faluként szerepel. 1669-ben az egyházlátogatáskor "Jendriloucz" néven tűnik fel. 1741-ben "Jandrilovecz" alakban említik.
1857-ben 232, 1910-ben 401 lakosa volt. Trianonig Zágráb vármegye Dugoseloi járásához tartozott. 2001-ben 289 lakosa volt. Lakói főként mezőgazdaságból, állattenyésztésből élnek.

## Lakosság
| Lakosság változása | Lakosság változása | Lakosság változása | Lakosság változása | Lakosság változása | Lakosság változása | Lakosság változása | Lakosság változása | Lakosság változása | Lakosság változása | Lakosság változása | Lakosság változása | Lakosság változása | Lakosság változása | Lakosság változása |
| ------------------ | ------------------ | ------------------ | ------------------ | ------------------ | ------------------ | ------------------ | ------------------ | ------------------ | ------------------ | ------------------ | ------------------ | ------------------ | ------------------ | ------------------ |
| 1857               | 1869               | 1880               | 1890               | 1900               | 1910               | 1921               | 1931               | 1948               | 1953               | 1961               | 1971               | 1981               | 1991               | 2001               |
| 232                | 286                | 266                | 303                | 346                | 401                | 363                | 343                | 338                | 329                | 303                | 307                | 285                | 261                | 289                |